# Рувер (управление)

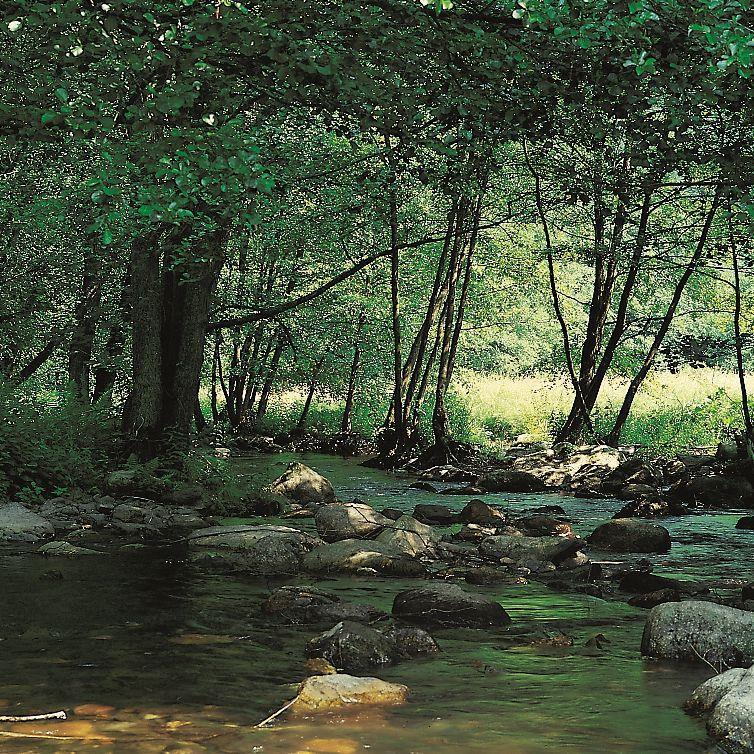
Рувер

Управление Рувер состоит из двадцати посёлков:
1. Бонерат (243)
2. Фаршвайлер (753)
3. Густерат (1 902)
4. Гутвайлер (645)
5. Херль (267)
6. Хинценбург (134)
7. Хольцерат (476)
8. Казель (1 219)
9. Корлинген (799)
10. Лоршайд (604)
11. Мертесдорф (1 678)
12. Моршайд (892)
13. Ольмут (160)
14. Осбург (2 240)
15. Плувиг (1 271)
16. Риверис (402)
17. Шёндорф (810)
18. Зоммерау (71)
19. Том (1 066)
20. Вальдрах (2 020)